# Valsalabroso (kommunhuvudort)
Valsalabroso är en kommunhuvudort i Spanien.   Den ligger i provinsen Provincia de Salamanca och regionen Kastilien och Leon, i den nordvästra delen av landet, 250 km väster om huvudstaden Madrid. Valsalabroso ligger 730 meter över havet och antalet invånare är 189.
Terrängen runt Valsalabroso är platt. Runt Valsalabroso är det glesbefolkat, med 15 invånare per kvadratkilometer. Närmaste större samhälle är Vitigudino, 12,5 km sydost om Valsalabroso. Trakten runt Valsalabroso består i huvudsak av gräsmarker.